# Liberación Andaluza
Liberación Andaluza (LA) és un partit polític andalús constituït el 1985 o 1986, actiu fins a 1989 i d'ideologia andalusista islamitzant.

## Història
Va tenir el seu origen en la Yama'a Islámica de Al-Andalus. La formació va prendre idees de Blas Infante, però va portar més lluny els seus plantejaments referents a la identitat andalusa, proposant l'oficialitat de l'àrab a Andalusia. Descrita com a organització obertament anticasticista i separatista, alguns dels seus principals líders haurien estat Abderramán Ortiz Molera i Yasser Calderón. En paraules de Christiane Stallaert la formació era de l'opinió que «l'Islam no és una religió pròpiament dita, sinó l'expressió del "geni", de l'"estil" particular andalús».
Amb vocació irredemptista, defensava una Andalusia composta per l'actual comunitat autònoma d'Andalusia, la Regió de Múrcia, la província extremenya de Badajoz, la Serra d'Alcaraz, l'Algarve portuguès i Gibraltar. La formació al·legava l'incompliment dels acords aconseguits a les Capitulacions de Granada i una suposada colonització del territori andalús per part d'Espanya. Els seus resultats electorals han estat descrits com a «irrellevants» malgrat l'empremta de la seva proposta d'andalusisme històric entre la població musulmana andalusa i la pròpia formació com un «grupucule polític». Va obtenir 5.996 vots (0.18%) a les eleccions al Parlament d'Andalusia de 1986. El major èxit electoral de Liberación Andaluza va ser a les eleccions municipals espanyoles de 1987, quan es va situar com la tercera força política a l'Ajuntament d'Algesires, després del PSOE i Alianza Popular, amb 3 regidors.
Segons Christiane Stallaert la plataforma s'hauria dissolt cap a 1989, almenys com a «moviment polític», a conseqüència del seu escàs èxit, circumstància que també recolza Susan Martin-Márquez, encara que en 2015 encara apareixia registrat en el Registre de Partits Polítics del Ministeri de l'Interior d'Espanya.